# 843
Năm 843 là một năm trong lịch Julius.